# Paso Real de Sarabia
Paso Real de Sarabia är en ort i Mexiko.   Den ligger i kommunen San Juan Guichicovi och delstaten Oaxaca, i den sydöstra delen av landet, 500 km sydost om huvudstaden Mexico City. Paso Real de Sarabia ligger 112 meter över havet och antalet invånare är 1 019.
Terrängen runt Paso Real de Sarabia är platt österut, men västerut är den kuperad. Runt Paso Real de Sarabia är det ganska tätbefolkat, med 52 invånare per kvadratkilometer. Närmaste större samhälle är Palomares, 7,3 km norr om Paso Real de Sarabia. Omgivningarna runt Paso Real de Sarabia är en mosaik av jordbruksmark och naturlig växtlighet.